# محافظة دهوك
محافظة دهوك (اللغة الآشورية: ܢܘܗܕܪܐ(ܕܗܘܟ)، اللغة الكردية :دهۆک) محافظة عراقية في إقليم كردستان العراق الفدرالي ، مركزها مدينة دهوك. وتشمل زاخو بالقرب من معبر إبراهيم خليل الحدودي مع محافظة شرناق في تركيا. تحدها محافظة الحسكة السورية من الغرب. قدر عدد سكانها لعام 2018 بـ 1،292،535 نسمة.

## التاريخ
اكتسبت دهوك أهمية كبيرة خلال سنوات الحصار الاقتصادي على العراق الذي فُرض على أعقاب حرب الخليج الثانية حيث كانت هذه المحافظة معبراً تجارياً لأنها تقع على الحدود مع تركيا.

## السكان
يسكن الكرد محافظة دهوك بشكل رئيسي مع أقلية عربية وآشورية وأرمنية، كما كان هناك سكان يهود في المنطقة أيضًا. المجموعات الدينية الرئيسية هم المسلمون واليزيديون والمسيحيون.

## الجغرافيا
تقع محافظة دهوك في أقصى الشمال الغربي من العراق، وتشكل محافظة الغربية في إقليم كردستان العراق. لديها موقع استراتيجي؛ نظراً لكونها تقع في المثلث الحدودي (سوريا وتركيا والعراق).
المحافظة تقع بين الخطين من خطي العرض (36-40) و (37-20) درجة إلى الشمال، لذلك موقعها إلى الشمال من خط الاستواء في منطقة شمال الاعتدالي.
وتعتبر محافظة دهوك واحدة من أهم المحافظات، ولها أهمية خاصة في الجانبين التاريخي والجغرافي. بقايا وتقتطع وجدت في تلالها والكهوف، تظهر أهميته بالإضافة إلى موقعها الجغرافي الخاص الذي يقع على حدود دولتين، بجوار هناك طريق يمر عبر الاستراتيجية الدولية مدينة دهوك الذي يربط كردستان العراق مع تركيا والخارجية واسعة العالم، وأيضاً هناك عبارة عن أنبوب يمرر البنزين الذي يمر من كركوك إلى تركيا في زاوية شمال للغرب.
تعرف بالتضاريس المختلفة التي تتكون من الجبال العالية جداً، ومعقدة الخام التي تشكل الحدود السياسية مع جمهورية تركيا إلى جانب السهول الممتدة الخصبة فهي مورد زراعي، وتشكل المنطقة الجنوبية من المحافظات وتبلغ مساحتها نحو (1075 ). وبسبب عدم وجود سجلات دقيقة في الوقت الحاضر ولذلك تعتمد مديرية العد والتسجيل علي السجلات القديمة، وأضاف أن معدل زيادة موثوقية في عدد السكان لهم. وتنقسم إدارياً إلى محافظة الأقاليم التالية: دهوك- سميل- زاخو- العمادية- شيخان- عقرة.
تحيط الجبال بمدينة دهوك من ثلاث جهات حيث يقع الجبل الأبيض في شمالها و جبل زاوا في الجنوب ومام سين في الشرق أما من الجهة الغربية فتنفتح على سهل سيميل الزراعي، ويوجد في دهوك كثير من المواقع الأثرية ومنها كهف جار ستين الواقع في جبل بمنطقة سد دهوك وتوجد فيها أكثر من 15 موقع أثرى آخر.
وتشتهر مدينة دهوك بكثرة بساتينها وفاكهتها المشهورة، ولقد توسعت المدينة عمرانياً في خلال العقود الماضية باتجاه بقية المحافظات.
وتقطن محافظة دهوك عدة عشائر كردية ومنها عشيرة الدوسكي، التي تعتبر قسم من أراضي مدينة دهوك من الأراضي الزراعية التابعة لها، وعشيرة المزوري، وعشيرة الزيباري، وعشيرة البرواري التي تعد من العشائر العريقة والمحافظة على عاداتها وتقاليدها الموروثة من أسلافهم والمتميزة بزيهم التقليدي وكذلك عشيرة الكوجر وهناك عشائر أخرى.

## الحكومة
- المحافظ: علي تتر نيرويي[9]
- نائب المحافظ: ماجد سيد صالح
- رئيس مجلس المحافظة: فهيم عبد الله[10]
- 41 مقعد ككل
- 33 مقعد لحزب الديمقراطي الكردستاني (KDP)
- 4 مقاعد للاتحاد الوطني الكردستاني (PUK)
- 4 مقاعد للاتحاد الإسلامي الكردستاني (KIU)[11]

## الأقضية
تنقسم محافظة دهوك إلى سبع أقضية، أربع منها تتبع رسميًا إلى إقليم كردستان، في حين تخضع ثلاث أقضية أخرى للسيطرة الفعلية لحكومة إقليم كردستان:
- قضاء العمادية
- قضاء دهوك
- قضاء سميل
- قضاء زاخو
- قضاء عقرة
- قضاء بردرش
- قضاء شيخان

## أهم المساجد

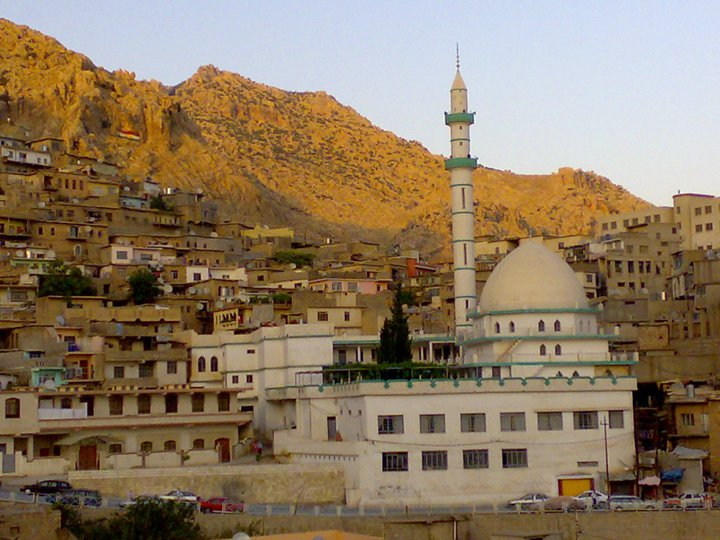
الجامع الكبير في عقرة

تحتوي مدينة دهوك على الكثير من المساجد والمراقد والأضرحة التراثية والأثرية ومنها:
- جامع دهوك الكبير
- جامع زاخو الكبير
- الجامع الكبير في عقرة
- جامع العمادية الكبير
- التكية النقشبندية
- التكية القادرية ومرقد الشيخ عبد العزيز الكيلاني
- جامع ومدرسة قباهان